# Pierre Bensusan
Pierre Bensusan (Orano, 31 ottobre 1957) è un chitarrista francese.

## Carriera
Nato nell'Algeria francese, nel periodo in cui la Francia stava smantellando il suo impero coloniale, si sposta a Parigi con la famiglia all'età di quattro anni. Inizia studi regolari di piano all'età di sette e a undici è autodidatta alla chitarra.
Influenzato nei primi passi dalla fioritura del folk revival in Inghilterra, Francia e America del Nord, Bensusan esplora prima di tutto il proprio particolare retaggio musicale, per poi muoversi verso ulteriori orizzonti. Lascia il liceo a sedici anni per dedicarsi completamente alla musica. A diciassette anni firma il primo contratto discografico, e un anno dopo il primo album Pres de Paris vince il Grand Prix du Disque al suo debutto al festival svizzero di Montreux.
Nel 2008 è stato votato Miglior chitarrista World Music dai lettori di Guitar Player.
Bensusan è compositore e ottimo improvvisatore vocale, combina fischio e risonanti note basse con quella che è la sua particolare tecnica di scat.

## Premi e riconoscimenti
- Grand Prix du Disque Montreux Festival (Svizzera 1976)
- Naird Award (USA 1983)
- Migliori Albums (Guitarist Magazine/UK)
- Bravo de la Redaction (Trad. Mag./Francia) 2002/2006
- Album dell'anno (fRoots/UK)
- Album del Mese (Journal de Montréal/Canada)
- Premio AFIM (American Association for Independent Music) 2002, per il Miglior Album Acustico Strumentale
- Miglior chitarrista World Music nel 2008 (votato dai lettori del Guitar Player Magazine - USA)

## Discografia
- 1975 Près de Paris
- 1977 Pierre Bensusan 2
- 1979 Musiques
- 1981 Solilai
- 1988 Spices
- 1993 Wu Wei
- 1997 Live au New Morning/Live in Paris (con Didier Malherbe)
- 2001 Intuite (Favored Nations)
- 2004 An Evening with International Guitar Night (Favored Nations)
- 2005 Altiplanos (Favored Nations)
- 2010 Vividly (Dadgad Music)
- 2020 Azwan  (Dadgad Music)